# 23753 Busdicker
23753 Busdicker è un asteroide della fascia principale. Scoperto nel 1998, presenta un'orbita caratterizzata da un semiasse maggiore pari a 2,2143903 UA e da un'eccentricità di 0,0887300, inclinata di 3,64201° rispetto all'eclittica.